# Папська Урбаніанська колегія Пропаганди Віри
Папська Урбаніанська колегія Пропаганди Віри (лат. Pontificio Collegio Urbano de Propaganda Fide) — папська колегія в Римі, заснована у 1627 році з метою підготовки місіонерів для поширення католицизму у світі (латинський термін «de propaganda fide» означає «для пропаганди віри»).

## Історія
Колегія була заснована в Римі Папою Урбаном VIII. У бреве від 27 січня 1624 року він розпорядився інвестувати гроші та придбати палац Ферратіні на площі Іспанії, а буллою «Immortalis Dei Filius» 1 серпня 1627 року заснував колегію Пропаганди Віри.
Одним з найбільших благодійників нової колегії був брат Урбана VIII кардинал Антоніо Барберіні. У вересні 1633 року він купив усі будинки та сади між будинком колегії та церквою Сант-Андреа-делле-Фратте. 5 травня 1634 року він заклав перший камінь у фундамент колегіальної церкви.
Італійців не приймали до колегії, за винятком районів місіонерської діяльності — Вальтелліни та дієцезії Комо. З самого початку в колегії навчалися студенти з Балкан, Північної і Східної Європи та Близького Сходу. У колегії вони готувалися до прийняття священства, після чого поверталися на батьківщину як місіонери. У першій половині ХІХ століття духівником колегії був святий Вікентій Паллотті, а серед студентів у різний час були святі Олівер Планкетт і Джон Генрі Ньюмен.
27 червня 1641 року ще одна булла Урбана VIII скасувала автономне управління колегії і передала її безпосередньо Конгрегації поширення віри. Колегія Пропаганди Віри була закрита у 1798—1803 роках, і знову в 1809—1817 роках. Ректорами були театинці до 1646 року, а з 1836 по 1848 року — єзуїти; в інші роки діяла під керівництвом дієцезального клиру.
З середини XVII століття до середини XIX століття в Папській Урбаніанській колегії Пропаганди Віри навчалися студенти київського обряду — з них десять пізніше стали єпископами: Василь Божичкович, Йосафат Булгак, Юрій Булгак, Лев Кишка, Іраклій Лісанський, Максиміліян Рило, Атанасій Шептицький, Костиянтин Станіч, Цезарій Стебновський, Антонін Жолкевський; шестеро студентів пізніше були протоархимандритами Василіянського Чину: Атанасій Фальковський, Лев Кишка, Єротей Корчинський, Іраклій Лісанський, Василь Полатило і Василь Процевич.
У 1925 році кардинал-префект Віллем Марінус ван Россум (1854—1932) придбав лікарню Санта-Марія-делла-П'єта на пагорбі Джаніколо, і 2 листопада 1926 року колегія була перенесена на це місце, де існує досьогодні. Тим часом Ван Россум також розпочав будівництво Папського Урбаніанського університету. Після перенесення викладацьких функцій до нового університету будівля колегії продовжувала служити резиденцією для семінаристів, яка була відкрита Папою Пієм XI 24 квітня 1931 року.

## Сучасність
Урбаніанська колегія діє під безпосереднім керівництвом Конгрегації євангелізації народів. Останні зміни до статуту колегії були внесені в 2001 році кардиналом Крешенціо Сепе. Нові правила були затверджені 11 листопада 2006 року кардиналом Іваном Діасом. З 1 вересня 2021 року колегію очолює дон Армандо Нуньєс з дієцезії Аверси.
Нині Урбаніанська колегія налічує 165 студентів з різних частин Азії та Африки; жоден із семінаристів не є з Італії. Щоб бути прийнятим до колегії, кандидати повинні отримати рекомендацію від єпископа і мають знати італійську мову. Перший етап підготовки до священства триває п'ять-шість років, протягом яких семінаристи вивчають філософію та богослов'я, а також мови. У деяких випадках до висвячення необхідний період ліценціату тривалістю два-три роки.